# Équipe de France de football en 1977
Chronologie
Saison précédente Saison suivante
Cet article traite de l'année 1977 de l'équipe de France de football.
- Le 2 février une Sélection française affronte une Sélection roumaine. Par accord mutuel entre les deux fédérations et les deux entraîneurs, Michel Hidalgo et Stefan Kovacs.
- Grâce à son succès à domicile contre la Bulgarie, l'équipe de France se qualifie pour la Coupe du monde 1978 en Argentine. Un événement pour le football français, privé de Coupe du monde depuis 1966, et qui confirme ainsi son renouveau.

## Les matchs
| Date             | Stade                                | Adversaire           | Score | Comp | Buteurs français                                           |
| 23 février 1977  | Parc des Princes Paris, France       | RFA                  | V 1-0 | A    | Rouyer (52e),                                              |
| 30 mars 1977     | Lansdowne Road Dublin, Irlande       | République d'Irlande | D 0-1 | QCM  | -                                                          |
| 23 avril 1977    | Stade des Charmilles Genève, Suisse  | Suisse               | V 4-0 | A    | Platini (31ecf), Six (73e), Rocheteau (87e), Rouyer (89e), |
| 26 juin 1977     | La Bombonera Buenos Aires, Argentine | Argentine            | N 0-0 | A    | -                                                          |
| 30 juin 1977     | Maracanã Rio de Janeiro, Brésil      | Brésil               | N 2-2 | A    | Six (52e), Trésor (85e)                                    |
| 8 octobre 1977   | Parc des Princes Paris, France       | Union soviétique     | N 0-0 | A    | -                                                          |
| 16 novembre 1977 | Parc des Princes Paris, France       | Bulgarie             | V 3-1 | QCM  | Rocheteau (38e), Platini (63e), Dalger (89e)               |

A : match amical. QCM : match qualificatif pour la Coupe du monde 1978.

## Les joueurs
| Joueurs                                                       |     |    |     |     |     |     |     |
| Gardiens de but                                               |     |    |     |     |     |     |     |
| André Rey (FC Metz) (1re sélection)                           | 90  | 90 | 90  |     | 90  | 90  | 90  |
| Dominique Baratelli (OGC Nice) (18e sélection)                |     |    |     | 90  |     |     |     |
| Défenseurs                                                    |     |    |     |     |     |     |     |
| Patrice Rio (FC Nantes)                                       | 90  | 90 | 90  | 90  | 90  | 90  | 90  |
| Gérard Janvion (AS Saint-Étienne)                             | 90  | 90 | 90  |     | 90  | 90  | 90  |
| Christian Lopez (AS Saint-Étienne)                            | 90  | 90 | 90  |     |     |     |     |
| Patrick Battiston (FC Metz) (1re sélection)                   | 90  |    |     | 90  |     |     |     |
| Thierry Tusseau (FC Nantes) (1re sélection)                   |     | 90 | 90  |     |     | 90  |     |
| Marius Trésor (Olympique de Marseille)                        |     |    |     | 90  | 90  | 90  | 90  |
| Maxime Bossis (FC Nantes)                                     |     |    |     | 90  | 90  |     | 90  |
| Milieux                                                       |     |    |     |     |     |     |     |
| Michel Platini (AS Nancy-Lorraine)                            | 90  | 90 | 90  | 90  | 90  | 90  | 90  |
| Dominique Bathenay (AS Saint-Étienne)                         | 90  | 90 |     |     | 90  | 90  | 90  |
| Christian Synaeghel (AS Saint-Étienne) (dernières sélections) | 72  | 90 |     |     |     |     |     |
| Omar Sahnoun (FC Nantes)                                      | r18 |    | 90  | 90  | 90  |     |     |
| Alain Giresse (Girondins de Bordeaux)                         |     |    | 90  | r10 |     |     |     |
| Henri Michel (FC Nantes) (48e sélection)                      |     |    |     | 80  |     |     |     |
| Roger Jouve (OGC Nice) (4e sélection)                         |     |    |     |     |     | r25 |     |
| Jean Petit (AS Monaco) (1re sélection)                        |     |    |     |     |     | 65  |     |
| Jean-Marc Guillou (OGC Nice) (15e sélection)                  |     |    |     |     |     |     | 90  |
| Attaquants                                                    |     |    |     |     |     |     |     |
| Olivier Rouyer (AS Nancy-Lorraine)                            | 90  | 90 | r45 | 90  | r31 |     |     |
| Bernard Lacombe (Olympique lyonnais)                          | 45  | 90 |     |     | 90  |     | 90  |
| Loïc Amisse (FC Nantes) (1re sélection)                       | 64  |    |     | 77  |     |     |     |
| Patrick Revelli (AS Saint-Étienne) (5e et dernière sélection) | r45 |    |     |     |     |     |     |
| Bernard Zénier (FC Metz) (1re sélection)                      | r26 |    |     |     |     |     |     |
| Dominique Rocheteau (AS Saint-Étienne)                        |     | 90 | 90  |     |     | r25 | 70  |
| Didier Six (Valenciennes FC/RC Lens)                          |     |    | 90  | r13 | 90  | 90  | 90  |
| Bruno Baronchelli (FC Nantes) (1re sélection)                 |     |    | 45  | 64  |     |     |     |
| Jacques Zimako (SC Bastia) (1re sélection)                    |     |    |     | r26 | 59  |     |     |
| Christian Dalger (AS Monaco)                                  |     |    |     |     |     | 65  | r20 |
| Marc Berdoll (Olympique de Marseille) (6e sélection)          |     |    |     |     |     | 90  |     |